# Warren King (risar)
Warren King, risar, * 3. januar 1916, † 9. februar 1978, Wilton, Connecticut, ZDA.
King je bil risar, najbolj poznan po svojih političnih risankah. Leta 1968 je za svoje delo prejel nagrado Narodnega združenja risarjev (National Cartoonist Society).